# Скочув (гмина)
Скочув (пол. Skoczów) — городско-сельская гмина (волость) в Польше, входит как административная единица в Цешинский повет, Силезское воеводство. Население — 25 518 человек (на 2004 год).

## Демография
| Перепись                       | Всего   | Всего | Женщины | Женщины | Мужчины | Мужчины |
| ------------------------------ | ------- | ----- | ------- | ------- | ------- | ------- |
| Единицы                        | человек | %     | человек | %       | человек | %       |
| Население                      | 25 518  | 100   | 13 367  | 52,4    | 12 151  | 47,6    |
| Плотность населения (чел./км²) | 403,3   | 403,3 | 211,3   | 211,3   | 192     | 192     |

## Соседние гмины
1. Гмина Бренна
2. Гмина Хыбе
3. Гмина Дембовец
4. Гмина Голешув
5. Гмина Ясеница
6. Гмина Струмень
7. Устронь